# Imad al-Din
Imad al-Din (h. 1125-1201) fue secretario de Nur ad-Din y luego de Saladino. Fue un erudito y sabio en la retórica y dejó una antología muy útil de la poesía árabe a la que se suman sus numerosos trabajos de historia.

## Vida y obra
Sirviendo como biógrafo contemporáneo de Saladino, Imad al-Din dejó constancia de las dos más importantes hazañas de Saladino, la batalla de Hattin y el asedio y posterior reconquista de Jerusalén. Como es lógico, su trabajo se enfoca en las hazañas correspondientes a su materia y la gloria de los guerreros musulmanes bajo su mando.
El autor era consciente de que la batalla de Hattin fue un evento de gran importancia para la posterior reconquista de la ciudad de Jerusalén y como resultado le adjudica al suceso su correspondiente relevancia. Imad al-Din proporciona una detallada descripción de la conducta de Saladino y la forma en que trataba a los cruzados tras la batalla. Probablemente la descripción más sobresaliente del rostro de Saladino es que “brillaba con alegría” mientras alrededor de setecientos caballeros cristianos cautivos eran decapitados enfrente de él, dada su orden, después de la Batalla de Hattin.
Igualmente tras la batalla de Hattin, y habiendo capturado al Rey Guido de Lusignan y a Reinaldo de Châtillon, Imad al-Din nos ofrece el siguiente relato:

Saladino invitó al rey a sentarse a su lado y, cuando entró Arnat (como los musulmanes llamaban a Reinaldo), lo instaló cerca de su rey y le recordó sus fechorías: "¡Cuántas veces has jurado y luego has violado tus juramentos, cuántas veces has firmado acuerdos que no has respetado!". Arnat le mandó contestar al intérprete: "Todos los reyes se han comportado siempre así. No he hecho nada más de lo que hacen ellos." Mientras tanto, Guido jadeaba de sed, cabeceaba como si estuviera borracho y su rostro traslucía un gran temor. Saladino le dirigió palabras tranquilizadoras y mandó que le trajeran sorbete de las montañas que luego le ofreció. El rey bebió y luego le tendió el resto a Arnat que apagó la sed a su vez. El sultán le dijo entonces a Guido: "No me has pedido permiso antes de darle de beber. No estoy obligado, por tanto, a concederle la gracia". Tras haber pronunciado estas palabras, el sultán salió, montó a caballo y luego se alejó, dejando a los cautivos presa del terror. Supervisó el regreso de las tropas y luego volvió a su tienda. Una vez allí, mandó traer a Arnat, avanzó hacia él con el sable en la mano y lo golpeó entre el cuello y el omóplato. Cuando Arnat cayó al suelo, le cortaron la cabeza y luego arrastraron su cuerpo por los pies ante el rey, que se echó a temblar. Al verlo tan impresionado, el sultán le dijo con tono tranquilizador: "Este hombre sólo ha muerto por su maldad y su perfidia".

Imad al-Din también nos ofrece una útil y detallada visión general de la conquista de Jerusalén a manos de Saladino. Su historia de la caída de la Ciudad Santa acaba con la muerte de Saladino. Su obra, titulada Relámpago de Siria, crónicas de la vida y hazañas de Saladino en 1175, tiene un aire festivo cuando escribe sobre las victorias de Saladino y las retrata como el inicio de una nueva era para el Islam. Él describe a Saladino siempre en los términos más entusiastas. Por ejemplo, escribe de Saladino:

"Victorioso en su decisión, acompañado por la victoria, escoltado por la gloria, él ha domesticado el indomable potro de sus deseos, y ha hecho fértil el prado de su riqueza. Su esperanza tenía un pasaje seguro, sus huellas eran fragantes, sus dones manaban de su ser, su suavidad perfumaba el aire, su poder era manifiesto, su autoridad suprema".

Otro aspecto importante de lo que cuenta Imad al-Din también encontrado en los relatos de Ibn al-Athir, es su afirmación de que las mujeres cristianas también luchaban en los ejércitos cruzados. Sus notas dicen:

"Entre los francos había sin duda mujeres que cabalgaban en la batalla con corazas y yelmos, vestidas como los hombres; estas damas cabalgaban en lo más crudo de la batalla y guerreaban como hombres valientes. Aunque también había mujeres compasivas que sostenían que todo eso era un acto de piedad, creyendo que irían al Paraíso después de todo y viviendo de esa forma su existencia. Alabados sean quienes las guiaron hacia semejante y errónea idea que está fuera de los caminos de la sabiduría. En el día de la batalla más de una mujer cabalgaba con ellos como un caballero y mostraba resistencia masculina por despecho a su debilidad femenina; vestidas con solo una sencilla cota de malla no eran reconocidas como mujeres hasta que eran despojadas de sus vestiduras. Aunque algunas de ellas fueron descubiertas antes y capturadas vivas y vendidas como esclavas".

Estas afirmaciones no siempre son aceptadas por los expertos del tema debido a que no hay relatos de cronistas cruzados o cristianos que indiquen lo mismo. Ambos bandos en las Cruzadas, cristianos y musulmanes, veían a las mujeres en el combate como un tabú, así que parece improbable que cualquiera de los dos bandos aceptara mujeres como miembros formales de sus ejércitos. Al contrario hubiera figurado en los intereses de los cronistas musulmanes retratar mujeres cristianas fungiendo como guerreras debido a que esto hubiera sido vergonzoso para los ejércitos cristianos. Sin embargo debido a que se sabe que las mujeres cristianas participaron en asedios, defendiendo los muros o pequeños pueblos y villas, hay una pequeña probabilidad de que también participaran en las batallas mencionadas por los cronistas musulmanes.